# إضمار
الإضمار في العروض إسكان الحرف الثاني، مثل إسكان تاء متفاعلن ليبقى متفاعلن، فينقل إلى مستفعل ويسمى مضمراً، وإسقاط الشيء لفظاً لا معنى، وترك الشيء مع بقاء أثره. والإضمار في اللغة قبل الذكر جائز في خمسة مواضع: الأول في ضمير الشأن، مثل: هو زيد قائم، والثاني في ضمير رب، نحو: ربة رجلاً، والثالث في ضمير نِعم، نحو: نعم رجلاً زيد، والرابع في تنازع الفعلين، نحو: ضربني وأكرمني زيد، والخامس في بدل المظهر عن المضمر، نحو: ضربته زيدا.